# Calando
Calando von (ital.: calare = abnehmen, versinken) ist ein musikalischer Fachterminus, der (oft nach einer schnellen Passage) ein gleichzeitiges Vermindern von Tempo und Tonstärke anweist, also nach und nach langsamer und leiser werdend. Das französische Äquivalent dieser Anweisung ist „en diminuant“.
Generell wird es als Wortausdruck unter das entsprechende Notensystem geschrieben, auch wird oft der Bereich, für den das Calando gilt, durch Striche (wie im unteren Bildbeispiel) gekennzeichnet.
In diesem Bereich aus Beethovens „Die Wut über den verlorenen Groschen“ (Op. 129) nehmen das Tempo und die Lautstärke ab.
Oft wird statt calando auch „dim. e rall.“ (diminuendo und rallentando) oder Ähnliches geschrieben. Dies ist von der Spielweise her identisch mit dem Calando.

## Sonstiges
Calando ist auch der Name einer Sendereihe im ERF Radio und Fernsehen.